# 河南省信阳高级中学
河南省信阳高级中学，简称信阳高中或信高，是一所位于中华人民共和国河南省信阳市的公办高中，它是河南省首批省重点中学，也是当批省重点中学中唯一位于信阳市的一所，是首批河南省示范性普通高中。